# 빌렌강

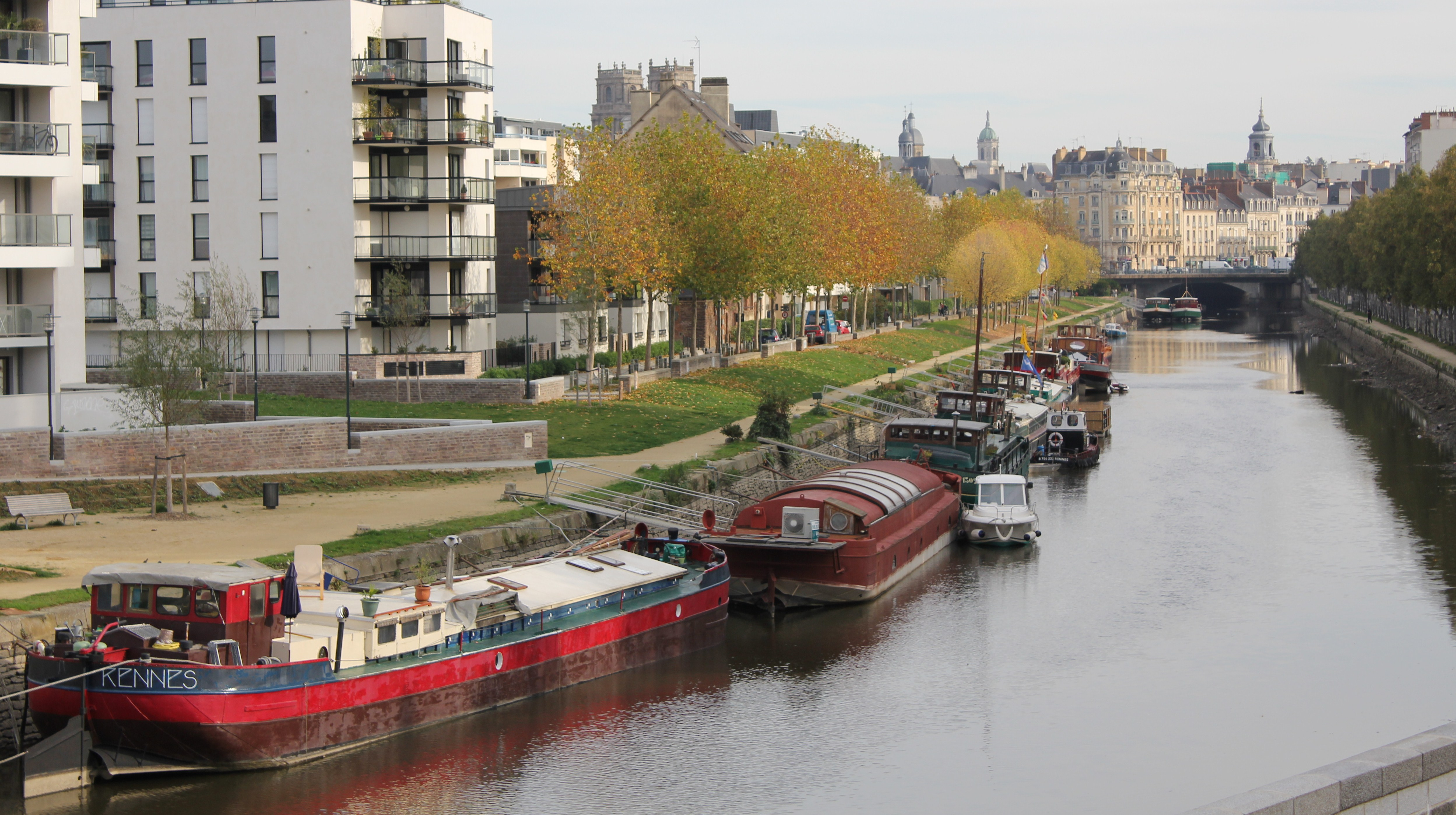
렌을 흐르는 빌렌강

빌렌강 유역 지도

빌렌강(프랑스어: Vilaine)은 프랑스 서부 브르타뉴를 흐르는 강으로 길이는 218.1km, 유역 면적은 10,882km2, 평균 유량은 80m3/s, 수원지의 높이는 175m이다.
길이는 225km이다.
마옌주에서 발원하여 모르비앙주의 페내스탱(Pénestin)에서 대서양으로 흘러간다. 4개 주(마옌주, 일에빌렌주, 루아르아틀랑티크주, 모르비앙주), 4개 도시(렌, 비트레, 르동, 라로슈베르나르)를 흐른다.